# Potoczek (Tatry)
Potoczek – niewielka struga odwadniająca górną lewą (patrząc od dołu) część kotła lodowcowego Bańdzioch na północnych stokach Mięguszowieckich Szczytów w Tatrach Polskich. Potoczek zazwyczaj jest ubogi w wodę. Spływa wzdłuż zachodnich podnóży Kazalnicy Mięguszowieckiej i uchodzi do kociołka nad Maszynką do Mięsa. Kociołek ten otoczony jest ścianami o wysokości do 30 m. Wpadają do niego dwa wodospady; jeden z Potoczka, drugi ze strugi odwadniającej południowo-zachodni koniec Bańdziocha.
Wzdłuż Potoczka prowadzi znakowany szlak turystyczny na Przełęcz pod Chłopkiem, przekraczają go także taternickie drogi wspinaczkowe.
 znad Czarnego Stawu na przełęcz przez Siodło za Kazalnicą. Czas przejścia: 2:30 h, ↓ 2 h.